# Jules Grison
Jean Baptiste Jules Grison (* 1842 in Château-Porcien in den französischen Ardennen; † 1896 in Paris) war ein französischer Komponist.

## Leben
Seine Ausbildung erhielt Grison von Etienne Robert, Kapellmeister an der Kathedrale von Reims. Mit 21 Jahren wurde er Organist der Kathedrale.

## Werke
- Toccata in f-moll
- Toccata in F-Dur
- Meditation No. 2 in h-moll
- 6 Präludien oder Magnificatversetten
  - Les Cloches, "Verset-Prelude pour le Magnificat"

- Marche Festivale
- Trauermarsch
- Cantilena ou Pastorale in A für Orgel
- Fantasie concertante sur un Adagio de Mendelssohn (Introducion, Theme, Variations et Finale)
- Fantasie (A-dur) sur le Chant de Noel „Adeste Fideles“

## Hörbeispiele
ein Ausschnitt der "Cantilena in a" in Finale eingespielt:
Ausschnitt Cantilena in a (Grison)ⓘ